# Kreeft (sterrenbeeld)

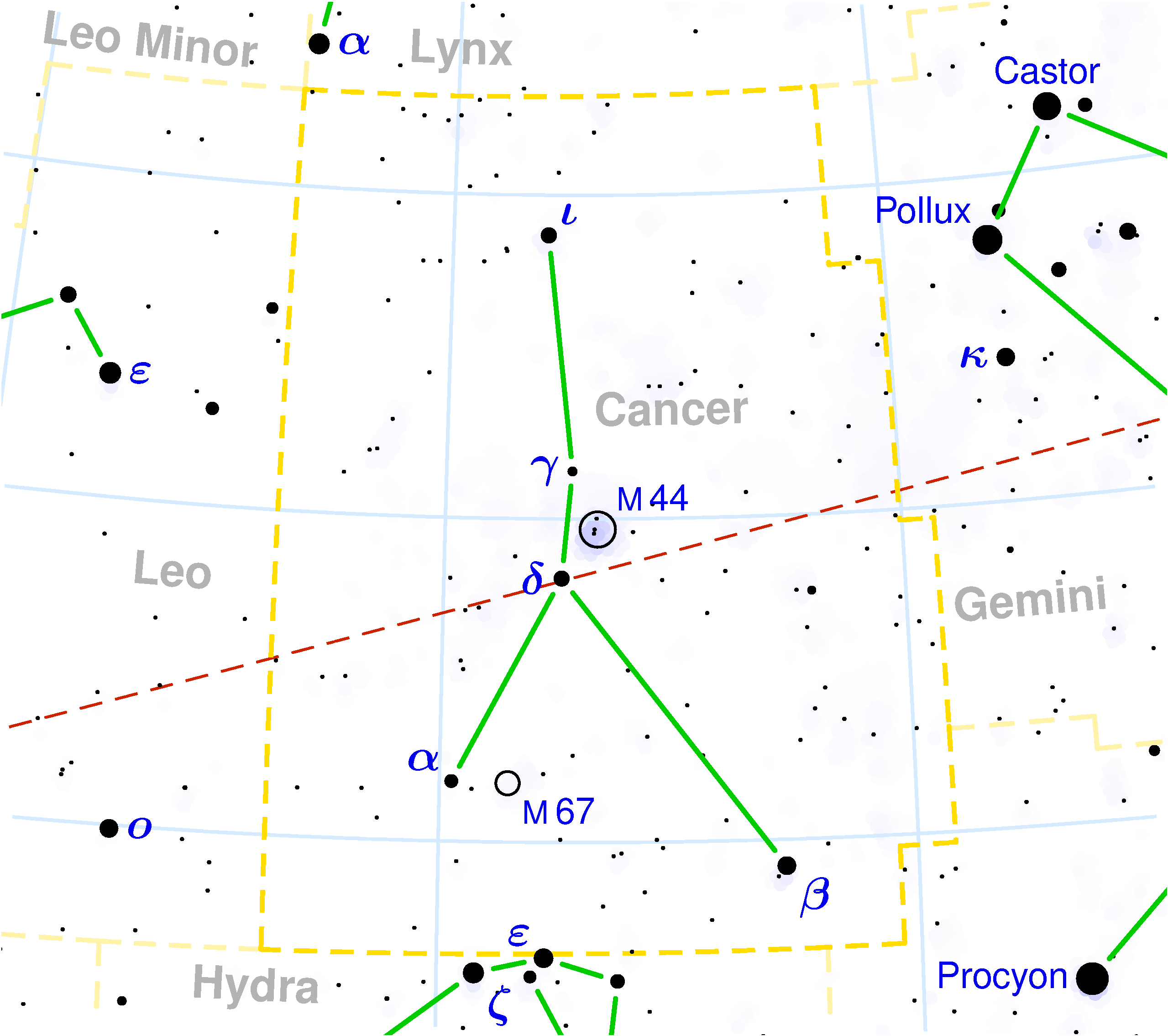
Kaart van het sterrenbeeld Kreeft.

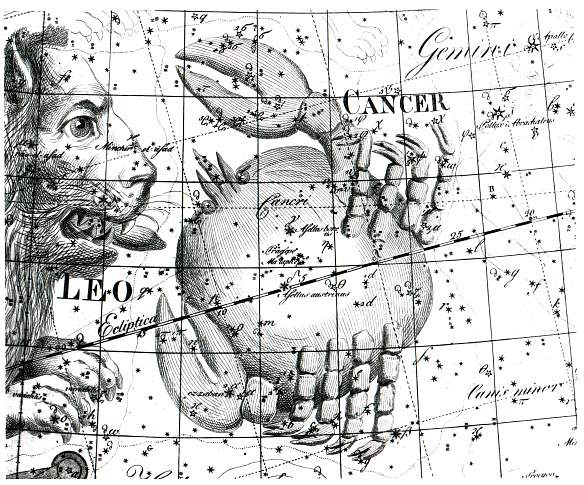
Klassieke weergave van het sterrenbeeld Kreeft.

Kreeft (Cancer, afkorting Cnc) is een sterrenbeeld dat is te vinden aan de noordelijke hemelkoepel, liggende tussen rechte klimming 7u53m en 9u19m en tussen declinatie +7° en +33°. Het bevat de ecliptica en is een van de tekens van de dierenriem, de zon staat elk jaar in dit sterrenbeeld van 20 juli tot 10 augustus.

## Sterren
(in volgorde van afnemende helderheid)
- Altarf (β, beta Cancri)
- Asellus Australis (δ, delta Cancri)
- Acubens (α, alpha Cancri)
- Asellus Borealis (γ, gamma Cancri)
- Tegmine (ζ, zeta1 Cancri)

## Wanneer het best te zien?
Op het noordelijk halfrond is Kreeft in de lente te zien. De beste tijd om deze sterrengroep te observeren is midden maart om 9 u 's avonds. Kreeft is echter het minst goed waarneembare ('flauwste') sterrenbeeld van de dierenriem.

## Mythologie
Het ontstaan van het sterrenbeeld wordt uitgelegd in de Griekse mythologie met het tweede werk van Herakles, waarin Herakles vocht met de veelkoppige waterslang Hydra. De kreeft beet Heracles in zijn hiel en bemoeilijkte zo zijn aanval. Sommige hebben gesuggereerd dat de kreeft een late toevoeging aan de mythe van Herakles was om de twaalf werken overeen met de twaalf tekens van de dierenriem te laten komen.

## Wat is er verder te zien?
In dit sterrenbeeld bevinden zich de sterrenhopen Praesepe (M44) en M67 en de planetaire nevel Abell 31.
De verrekijker-vriendelijke sterrenrij zuidelijk-volgend op de ster 2-ω Cancri (2-Omega Cancri), waarvan 4 Cancri deel uitmaakt. Deze sterrenrij noemt ook wel Omega-2 CNC Cascade (bron: Bruno Alessi / Wilton Dias).

## Telescopisch waarneembare objecten

### New General Catalogue(NGC)
NGC 2503, NGC 2507, NGC 2512, NGC 2513, NGC 2514, NGC 2515, NGC 2522, NGC 2526, NGC 2529, NGC 2530, NGC 2531, NGC 2535, NGC 2536, NGC 2540, NGC 2545, NGC 2553, NGC 2554, NGC 2556, NGC 2557, NGC 2558, NGC 2560, NGC 2562, NGC 2563, NGC 2565, NGC 2569, NGC 2570, NGC 2572, NGC 2575, NGC 2576, NGC 2577, NGC 2581, NGC 2582, NGC 2592, NGC 2593, NGC 2594, NGC 2595, NGC 2596, NGC 2597, NGC 2598, NGC 2599, NGC 2604, NGC 2607, NGC 2608, NGC 2611, NGC 2619, NGC 2620, NGC 2621, NGC 2622, NGC 2623, NGC 2624, NGC 2625, NGC 2628, NGC 2632, NGC 2637, NGC 2643, NGC 2647, NGC 2648, NGC 2651, NGC 2657, NGC 2661, NGC 2664, NGC 2667, NGC 2672, NGC 2673, NGC 2677, NGC 2678, NGC 2679, NGC 2680, NGC 2682, NGC 2711, NGC 2720, NGC 2725, NGC 2728, NGC 2730, NGC 2731, NGC 2734, NGC 2735, NGC 2737, NGC 2738, NGC 2741, NGC 2743, NGC 2744, NGC 2745, NGC 2747, NGC 2749, NGC 2750, NGC 2751, NGC 2752, NGC 2753-1, NGC 2753-2, NGC 2761, NGC 2764, NGC 2766, NGC 2773, NGC 2774, NGC 2775, NGC 2777, NGC 2783, NGC 2783B, NGC 2786, NGC 2789, NGC 2790, NGC 2791, NGC 2794, NGC 2795, NGC 2796, NGC 2797, NGC 2801, NGC 2802, NGC 2803, NGC 2804, NGC 2806, NGC 2807, NGC 2809, NGC 2812, NGC 2813, NGC 2819, NGC 2824, NGC 2843

### Index Catalogue (IC)
Het overgrote deel van de in de Index Catalogue opgenomen objecten zijn ontdekkingen van de Franse astronoom Stéphane Javelle (1864-1917) en de Duitse astronoom Maximilian F. J. C. Wolf (Max Wolf). Terwijl Javelle in dit sterrenbeeld tal van nevelachtige objecten had gevonden die later werden verklaard als zijnde extragalactische stelsels, werden Wolfs ontdekkingen toegeschreven aan verkeerd geïnterpreteerde sterren in het melkwegstelsel. Deze sterren hadden relatief zwakke magnitudes en werden aanzien voor nevelachtige objecten. Toch ontdekte Wolf ook echte nevelachtige objecten die tevens extragalactische stelsels bleken te zijn, en zag Javelle enkele sterren met zwakke magnitudes verkeerdelijk aan voor nevelachtige objecten.

## Aangrenzende sterrenbeelden
(met de wijzers van de klok mee)
- Lynx
- Tweelingen (Gemini)
- Kleine Hond (Canis Minor)
- Waterslang (Hydra)
- Leeuw (Leo)
- Kleine Leeuw (Leo Minor) (raakt maar op één punt)